# Protocolo Pedemonte-Mosquera
| Protocolo Pedemonte-Mosquera (11 de agosto de 1830)                            | Protocolo Pedemonte-Mosquera (11 de agosto de 1830)                                                |
| ------------------------------------------------------------------------------ | -------------------------------------------------------------------------------------------------- |
| [[File:Carlos Pedemonte y Talavera.jpg\|225px\|alt={{{Alt\|{{{descripción}}}]] | [[File:Tomás Cipriano de Mosquera, joven, con uniforme.png\|270px\|alt={{{Alt\|{{{descripción}}}]] |
| Carlos Pedemonte y Talavera ( Perú)                                            | Tomás Cipriano de Mosquera ( Gran Colombia)                                                        |

Protocolo Pedemonte-Mosquera (alternativamente Protocolo Mosquera-Pedemonte) es el nombre de un supuesto documento firmado el 11 de agosto de 1830 en Lima por el canciller peruano Carlos Pedemonte y Talavera y el ministro plenipotenciario grancolombiano Tomás Cipriano de Mosquera, en cuyo contenido se establecía como límite entre el Perú y la Gran Colombia a los ríos Tumbes y Marañón. Este protocolo se enmarcaría dentro de las negociaciones limítrofes entre ambos países, en ejecución del tratado de Guayaquil firmado el año anterior.
La autenticidad de este documento es incierta, ya que se habría firmado tras la salida de Mosquera del Perú y durante la licencia de Pedemonte de su cargo. Además, el protocolo habría sido suscrito en pleno proceso de disolución de la Gran Colombia, careciendo de vigencia al no contar con la aprobación oficial de ninguno de los dos países. Hasta 1870, cuando fue descubierto en la legación colombiana en Lima, no hay registros de referencias al Protocolo Pedemonte-Mosquera. El documento original nunca ha sido presentado, ya que no existe en los archivos oficiales de Colombia ni del Perú.
A pesar de las controversias que rodean su existencia, el protocolo se convirtió en uno de los principales argumentos legales en los reclamos ecuatorianos durante su diferendo limítrofe con el Perú, siendo invocado por ese país en 1906. Los representantes ecuatorianos defendieron su autenticidad alegando la existencia de una copia oficial emitida por la Cancillería colombiana y su vigencia como instrumento de ejecución del tratado de Guayaquil. De manera similar, Colombia también lo invocó en 1904 durante su propia disputa fronteriza. Su existencia ha sido siempre negada por el Perú.

## Fondo

### El tratado de Guayaquil
Tras la guerra grancolombo-peruana (1828-1829), los representantes peruano José de Larrea y Loredo y grancolombiano Pedro Gual Escandón se reunieron en Guayaquil para firmar un tratado de paz (22 de septiembre de 1829). Establecieron las bases y el procedimiento para la delimitación de la frontera entre ambos países: se acordó seguir la línea divisoria entre los disueltos virreinatos de Nueva Granada y el Perú, tomando como punto de partida al río Tumbes, pudiendo realizarse cesiones de territorio de común acuerdo para facilitar la demarcación.
Los comisionados de ambos países, cuya misión era recorrer, rectificar y fijar la línea divisoria, debían iniciar su trabajo cuarenta días después de la ratificación del tratado por ambas partes. El gobierno grancolombiano designó como representantes a Eugenio Tamariz y Agustín Gómez, quienes llegaron a Tumbes en diciembre de 1829. Sin embargo, dado que no era estación propicia para iniciar la demarcación, pospusieron su labor hasta abril de 1830. No llegarían a encontrarse con sus pares: tras la estación de lluvias, el gobierno peruano nombró a José Félix Castro y Modesto de la Vega como sus delegados pero, para cuando llegaron a Tumbes, los grancolombianos ya se habían retirado.

### Las negociaciones limítrofes
El 10 de octubre de 1829, Simón Bolívar envió a sus comisionados con las instrucciones de tomar al río Marañón como «límite natural entre ambas Repúblicas» e insistir en la incorporación de los territorios de las provincias de Jaén y Maynas a la Gran Colombia, aún si estuvieran «en poder del Perú». El 1 de diciembre, envió a Tomás Cipriano de Mosquera como ministro plenipotenciario a Lima con el fin de restablecer las relaciones entre ambos países, reiterando su insistencia en negociar el establecimiento del río Marañón como límite. Siguiendo sus instrucciones, Mosquera inició conversaciones con el canciller peruano José de Armas para firmar un convenio de límites que sirviera como guía a los comisionados, dado que el tratado de Guayaquil se mostraba «indefinido» sobre el tema.

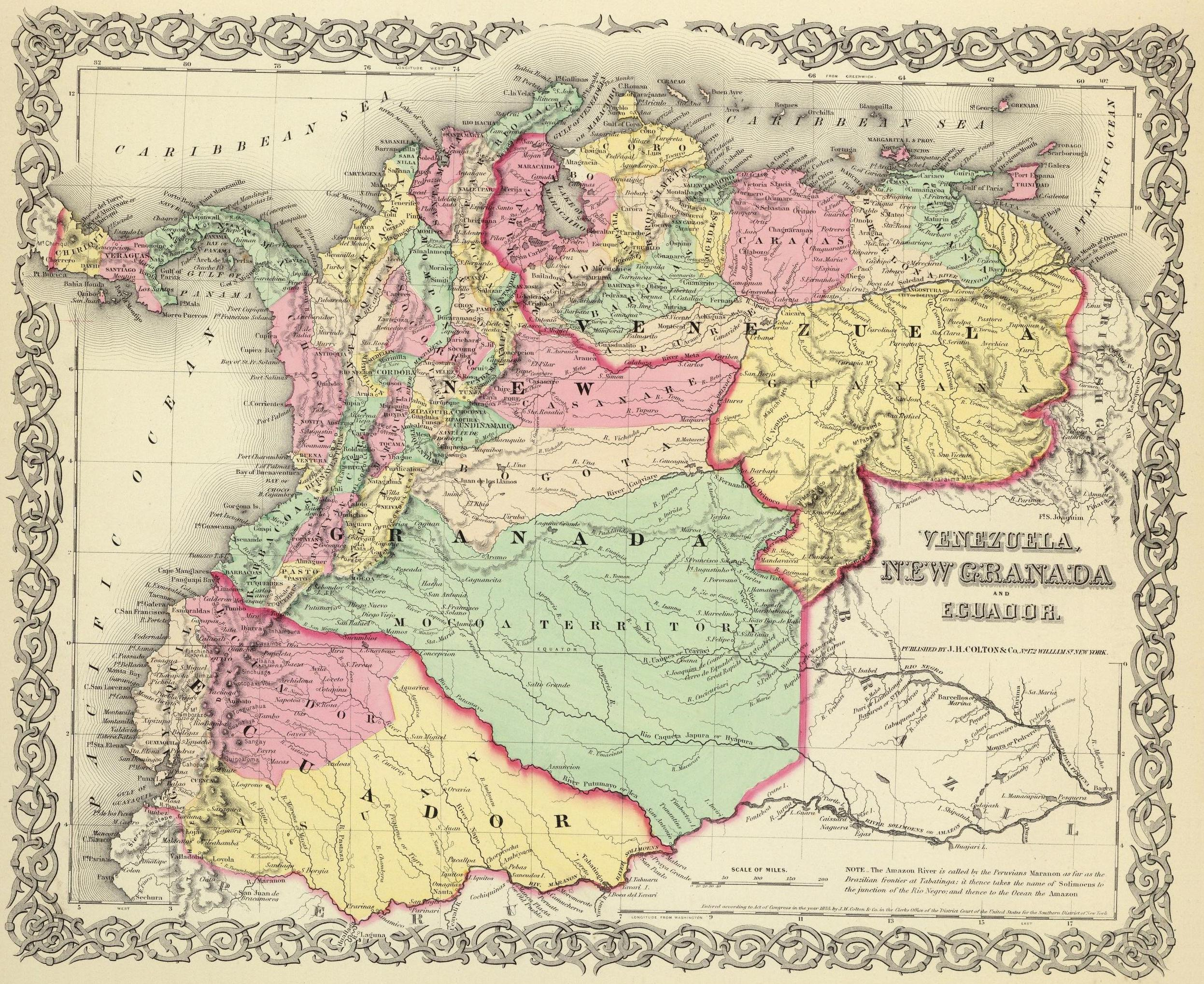
Mapa de las repúblicas de Venezuela, Nueva Granada y Ecuador, surgidas tras la disolución grancolombiana.

Sin embargo, las negociaciones se truncaron por un desacuerdo sobre el trazo de la frontera en los ríos Chinchipe y Huancabamba: los peruanos se decantaban por la primera opción, pero Mosquera insistía en la segunda. En respuesta, el nuevo canciller peruano José María Pando propuso a la Cancillería grancolombiana establecer como frontera la línea río Zarumilla (en lugar del Tumbes)-río Chinchipe (en lugar del Huancabamba)-río Marañón (o sea, el Amazonas) en febrero de 1830. Mosquera manifestó su inconformidad con ganar «unas selvas en Jaén y Maynas» y la Cancillería grancolombiana no llegó a responder la propuesta a causa de la desintegración de ese país. Para mayo de 1830, las negociaciones se interrumpieron.

### La disolución de la Gran Colombia
En 1830, la desintegración del gobierno de la Gran Colombia y sus estructuras políticas era inminente. Pese a los intentos de Bolívar de convocar una asamblea constituyente (el Congreso Admirable) para reconciliar las posturas y salvar la federación, los esfuerzos separatistas recrudecieron. El 6 de mayo, José Antonio Páez proclamó la separación del Estado de Venezuela. El 13 del mismo mes, Juan José Flores hacía lo mismo y proclamaba el Estado del Ecuador. Finalmente, el 20 de octubre de 1831, se creó el Estado de la Nueva Granada.

## El protocolo

### El contenido del documento
El 11 de agosto de 1830, en el marco de las negociaciones grancolombo-peruanas, se habría suscrito un protocolo de ejecución del tratado de Guayaquil entre el canciller peruano Carlos Pedemonte y el ministro plenipotenciario grancolombiano Tomás Cipriano de Mosquera. En este documento, se detallan las conversaciones mantenidas entre ambos negociadores; al inicio, Pedemonte habría argumentado la existencia del «Obispado de Maynas» (sin mencionar la Comandancia General de Maynas), segregado del virreinato de Nueva Granada y anexado al virreinato del Perú en 1802.
En respuesta, Mosquera habría invocado el artículo 5 del Tratado de Guayaquil, que definía la frontera como la misma de los virreinatos del Perú y Nueva Granada, y aludido a la Real Cédula de 1563, que creó la Real Audiencia de Quito con territorios en ambos márgenes del río Marañón, incluyendo los territorios de Jaén, Quijos, Canelos y Maynas. Además, habría referido que el Obispado de Maynas no fue delimitado en su momento y entregado a Pedemonte una guía de forasteros publicada en España en 1822, donde se incluía a la «provincia de Jaén de Bracamoros y Maynas» dentro del territorio de Nueva Granada.
Mosquera habría añadido una propuesta de límites desde la desembocadura del «río Yurati», continuaría por el río Amazonas hasta el río Huancabamba, siguiendo luego la línea por los ríos Macará y Tumbes. Pedemonte habría aceptado el proyecto excepto la frontera en el río Huancabamba, contraproponiendo el río Chinchipe como límite: habría reconocido el territorio de la ribera izquierda del río Marañón como grancolombiano y Mosquera, el de la ribera derecha como peruano. Así, la región septentrional de la provincia de Maynas y la ciudad de Tumbes quedarían dentro del territorio de la Gran Colombia. No obstante, el acuerdo dejaría pendiente los límites definitivos entre los ríos Chinchipe y Huancabamba, donde se localizaba la provincia de Jaén de Bracamoros.

### El descubrimiento del protocolo

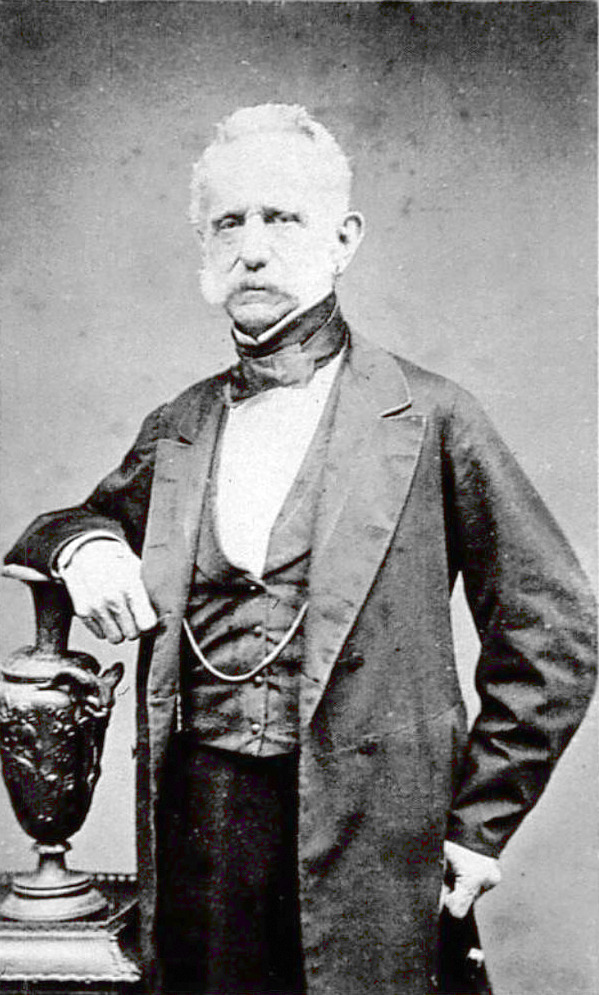
Mosquera estuvo desterrado en Lima entre 1868 y 1870, año coincidiente con el del descubrimiento del protocolo.

Generalmente se atribuye el descubrimiento del protocolo a Teodoro Valenzuela, representante colombiano en Lima, gracias a que Mosquera le entregó el documento original (8 de diciembre de 1870). Al día siguiente, Valenzuela expidió una copia certificada a la Cancillería colombiana:
Lima, Noviembre 9 de 1870,—Es copia fiel del original que reposa en el archivo de la legación.—El ministro residente de Colombia en las Repúblicas del Pacífico.—Teodoro Valenzuela.
Tras la controversia por la inexistencia del original en los archivos de la Cancillería peruana y su solicitud del ejemplar auténtico, la Cancillería colombiana certificó una copia del documento enviado por Valenzuela en 1870 y la envió a Lima (1 de julio de 1893).
Ministerio de Relaciones Exteriores—BOGOTÁ 1 de Julio de 1893—Es copia que se remite con nota de hoy á la legación de Colombia en el Perú—Por el sub-secretario—el jefe de la sección 1ª—Francisco Ruiz Q.—el sub-secretario— A. Villamar.
Existe una copia fechada el 30 de agosto de 1870, enviada por Mosquera a Mariano Felipe Paz Soldán durante el exilio del primero en Lima. Fue remitida por su hijo en 1889 a la Cancillería peruana:
Copia remitida por el general T. C. de Mosquera—30 de agosto de 1870—Mariano Felipe Paz Soldán
La anotación que precede es de puño y letra de mi finado señor padre el doctor M. Felipe Paz Soldán, así como su rúbrica.—Lima, febrero 28/89—Carlos Paz Soldán.
Adicionalmente, también se adjudica el descubrimiento al representante ecuatoriano Vicente Piedrahíta tras una reunión con Mosquera en 1870 (sin obtener una copia) o en la legación colombiana en Lima en 1873; el 13 de enero de 1874, Piedrahíta presentó una solicitud dirigida a Valenzuela para obtener una copia del protocolo. El representante colombiano rechazó el pedido, alegando ante su gobierno que el contenido del documento era «perjudicial» para el Perú.
El hallazgo también es atribuido a Francisco Aguirre, quien lo encontró en un documento peruano publicado durante las discusiones por la aprobación del tratado García-Herrera en Lima (1902); una publicación de la Cancillería ecuatoriana señaló como descubridor a Augusto Aguirre en Lima (1905), el mismo año que por primera vez se publicó en ese país una copia del protocolo; tras la solicitud del gobierno ecuatoriano, Julio Andrade recibió una copia emitida por la Cancillería colombiana en Bogotá (1906).

### Los eventos posteriores

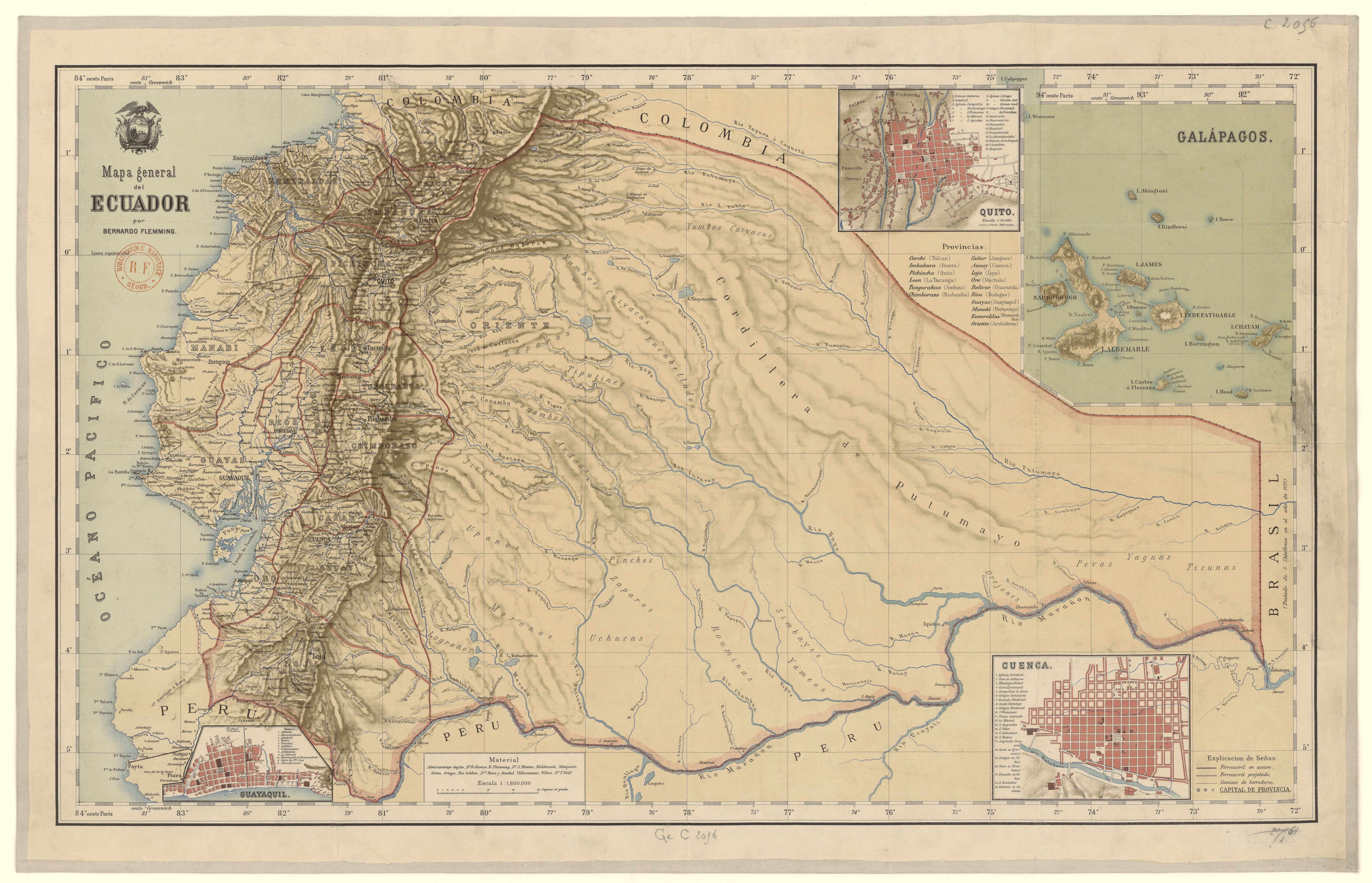
Mapa de Ecuador, publicado en 1894, detalla la frontera con el Perú siguiendo la línea Zarumilla-Chinchipe-Marañón.

En 1878, Mosquera envió un escrito a la Cancillería colombiana donde afirmaba haber firmado un protocolo «fijando los límites del Perú y Colombia y solo quedaba un punto por resolverse». Asimismo, describió que entregó el original del documento a Valenzuela en 1870, el cual solicitó asegurar en los archivos del Ministerio de Relaciones Exteriores en previsión a la «cuestión que va a presentarse», dados los acuerdos limítrofes entre el Perú y Brasil. En 1891, durante el debate para la aprobación del tratado García-Herrera firmado entre el Perú y Ecuador, Alberto Elmore y Arturo García anexaron en los documentos enviados al Congreso peruano una copia del protocolo obtenida en 1870 por Mariano Felipe Paz Soldán, advirtiendo la falta del ejemplar auténtico peruano y la ausencia de aprobación legislativa.
En 1892, con motivo de la publicación de la Colección de Tratados del Perú (tomo III) por Ricardo Aranda, Luis Tanco (representante colombiano en Lima) protestó por la ausencia del protocolo de 1830. Al año siguiente, la Cancillería peruana le contestó que no existía en el Archivo del Ministerio de Relaciones Exteriores, considerando «que tal documento no existe» y solicitándole presentar un ejemplar auténtico de ese protocolo (9 de septiembre de 1893); solicitud que ocasionó el envío a Lima de una copia del documento encontrado por Valenzuela en 1870. Ese mismo año, en su Estudio sobre límites de Colombia y el Perú, Teodoro Valenzuela no mencionó al protocolo. En 1894, durante las negociaciones para que Colombia se uniera a las discusiones limítrofes entre Ecuador y el Perú, los representantes colombianos aludieron a la frustrada reunión de la comisión demarcadora y la misión de Mosquera en Lima, paralizadas por la disolución de la Gran Colombia, pero no invocaron el protocolo.
El protocolo Pedemonte-Mosquera fue invocado por Colombia por primera vez en 1904. Ecuador lo invocó por primera vez el 20 de octubre de 1906, durante su Exposición en la segunda época del arbitraje español en su diferendo limítrofe con el Perú. En 1910, la Asamblea Nacional colombiana publicó una reforma de la Constitución de 1886, donde se describía su límite con el Perú como «los adoptados en el Protocolo Mosquera-Pedemonte, en desarrollo del Tratado de 22 de septiembre de 1829». La existencia del protocolo ha sido siempre negada por el Perú.

### El arbitraje español

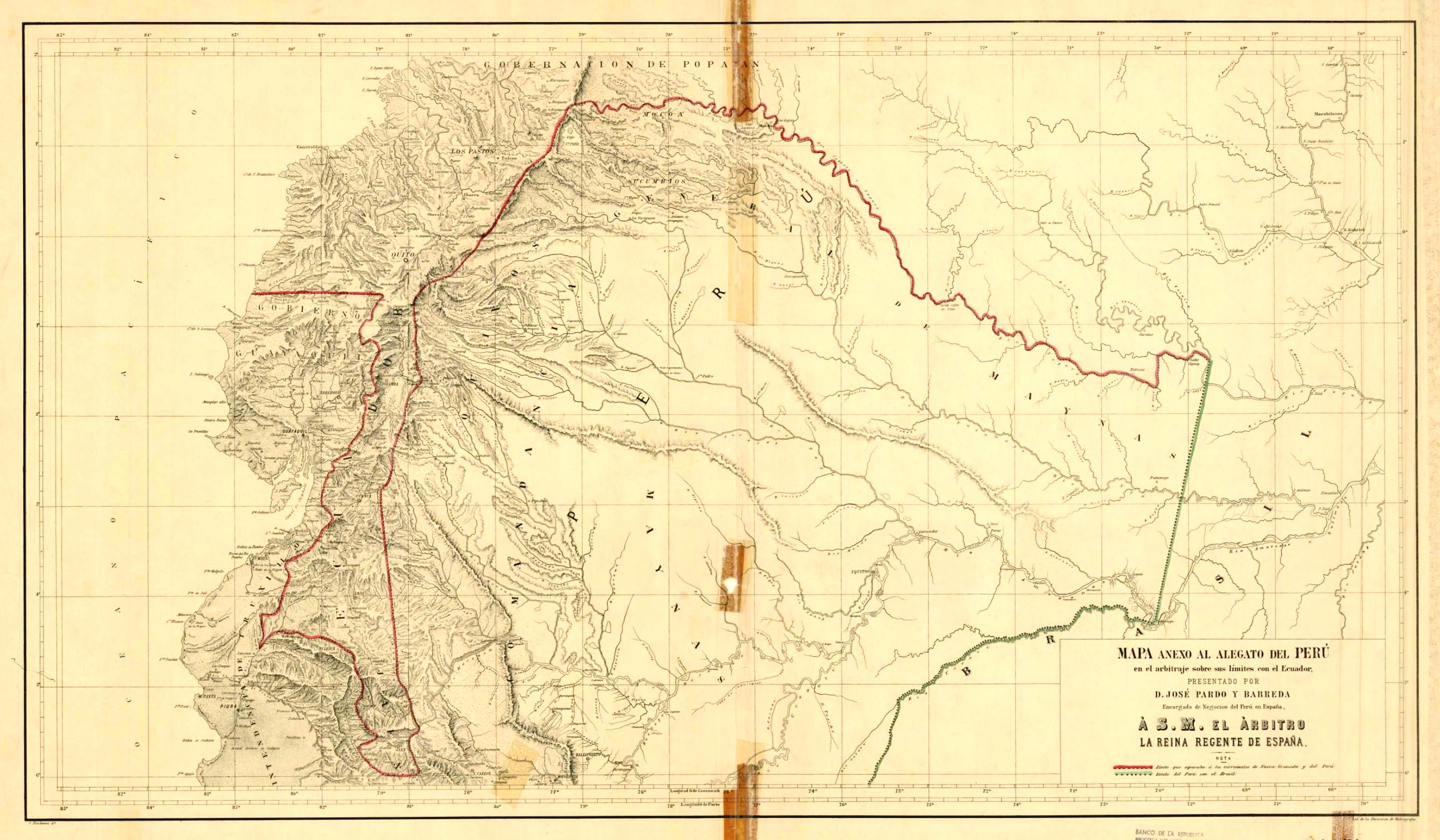
Mapa anexo al alegato peruano en el arbitraje español sobre el diferendo limítrofe entre Ecuador y el Perú.

Los alcances del protocolo Pedemonte-Mosquera fueron uno de los puntos principales del soporte legal de los reclamos de la argumentación ecuatoriana durante el arbitraje español en la controversia limítrofe con el Perú. Los representantes ecuatorianos defendieron la autenticidad del protocolo señalando su presencia entre los documentos presentados al Congreso peruano en la discusión del tratado García-Herrera y la presentación de la copia emitida de manera oficial por la Cancillería colombiana, además de su naturaleza como instrumento de ejecución del tratado de Guayaquil. Adjudicaron el desconocimiento del documento por la situación tras la disolución de la Gran Colombia y la falta de acceso ecuatoriano a los archivos colombianos. Por consiguiente, solicitaron al árbitro la definición del lindero con el Perú en la sección no delimitada por el protocolo: el territorio entre los ríos Chinchipe y Huancabamba.
Por su parte, los representantes peruanos negaron la autenticidad, la validez y el alcance del protocolo. Señalaron la inexistencia de los originales en los archivos oficiales de Colombia y el Perú, además de negar la posibilidad de que Mosquera hubiera firmado un documento de esa naturaleza en agosto de 1830 y destacaron la falta de ratificación legislativa, entre otros argumentos. Tras varios años de discusiones, el español Ramón Menéndez Pidal presentó ante el rey de España, Alfonso XIII, un proyecto de fallo que concluía que el protocolo no era auténtico ni válido para resolver la disputa límitrofe y proponía una línea fronteriza intermedia entre las posiciones de ambos países. Sin embargo, cuando se conocieron los términos del laudo, considerados desfavorables para Ecuador, se produjeron estallidos populares y ataques en contra de las legaciones peruanas en Quito y Guayaquil, por lo que la posibilidad del inicio de una guerra fue inminente. Ante esto, el gobierno español se inhibió de emitir un veredicto.

## Análisis

### Las primeras negociaciones

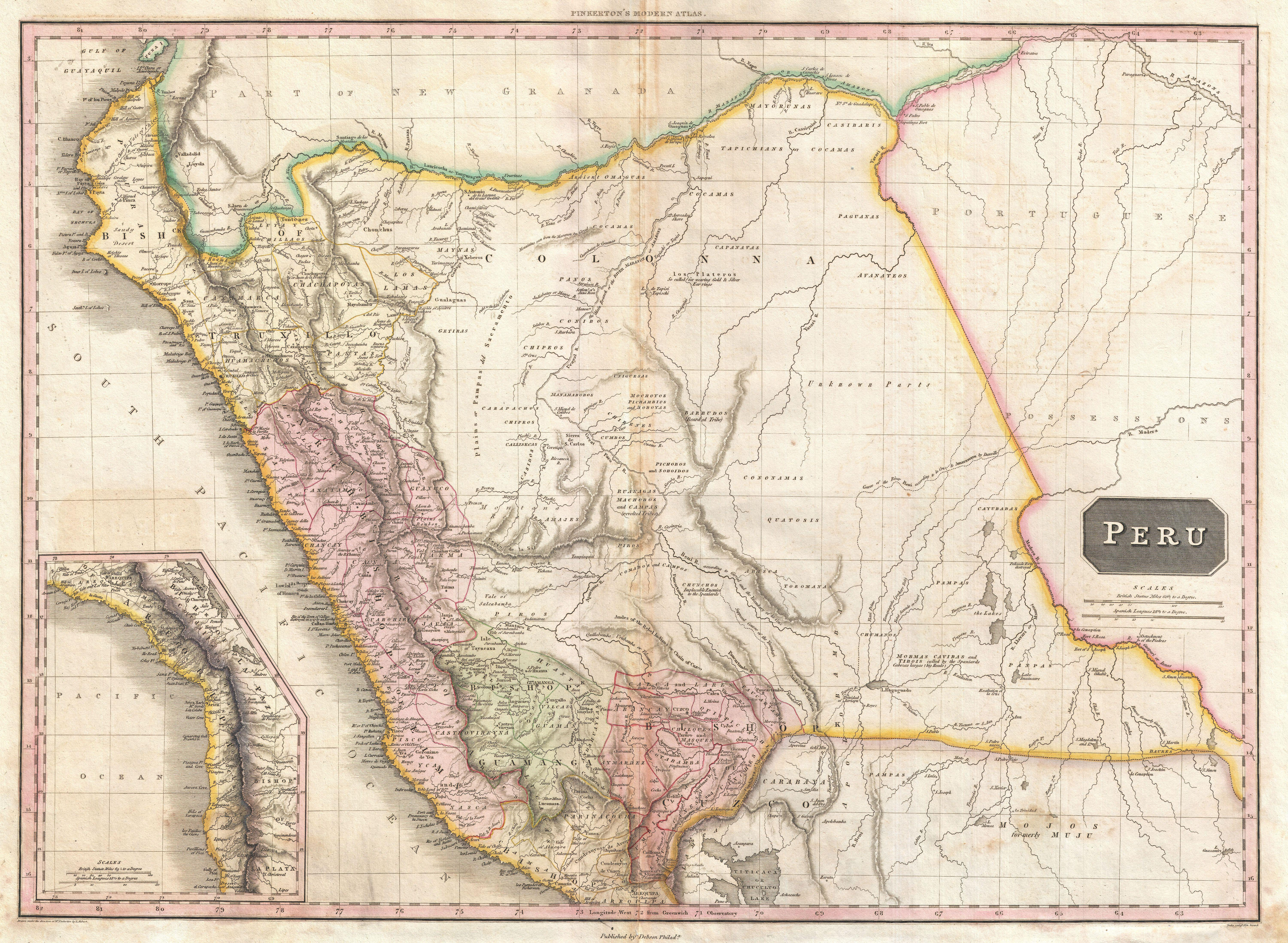
Mapa del virreinato del Perú, publicado en 1818.

Las primeras negociaciones limítrofes entre la Gran Colombia y el Perú se dieron en 1822, entre el ministro plenipotenciario grancolombiano Joaquín Mosquera y el canciller del Perú, el argentino Bernardo de Monteagudo. El tema de discusión principal fue el reconocimiento peruano a la anexión grancolombiana de Guayaquil. Monteagudo arguyó que el Perú reconocía a su Junta Gubernativa y defendió la superioridad del principio de consentimiento de los pueblos. Las conversaciones sobre el tema no llegaron a un punto de acuerdo, pero firmaron un convenio que estipulaba que la demarcación de la frontera «se arreglará por un convenio particular después que el próximo Congreso Constituyente del Perú haya facultado al Poder Ejecutivo del mismo Estado para arreglar este punto» (6 de julio de 1822).
Al año siguiente, Mosquera reinició las negociaciones con el diputado peruano José María Galdeano. Su proyecto señalaba que los límites debían ser «los mismos que tenían en el año de mil ochocientos nueve los ex virreinatos del Perú y Nueva Granada, desde la desembocadura del río Tumbes en el mar Pacífico hasta el territorio del Brasil». El Congreso peruano modificó el texto suprimiendo las expresiones con respecto al río Tumbes, señalando que eran «contradictorias a lo que se establece por base en la primera parte de dicho proyecto» dado que esa no era la frontera entre ambos virreinatos. Galdeano y Mosquera firmaron el acuerdo el 18 de diciembre de 1823. Sin embargo, y a pesar del apoyo de Bolívar, el Congreso grancolombiano lo desaprobó.
Posteriormente, el grancolombiano Antonio José de Sucre recibió un proyecto de límites de su Cancillería trazando la frontera entre el río Tumbes y el río Amazonas, implicando la cesión de parte de la provincia de Loja al Perú (30 de julio de 1825). Aunque Sucre no llegó a negociar un acuerdo con el gobierno peruano, el trazo de esa línea fronteriza tuvo defensores como Pedro Gual, quien le escribió a Bolívar sosteniendo la conveniencia de la cesión de las provincias de Jaén y de Loja. Tras la convocatoria del Congreso de Panamá, los representantes peruanos recibieron instrucciones del grancolombiano Tomás de Heres para negociar un acuerdo de límites siguiendo los criterios del uti possidetis y las fronteras naturales (aludiendo al Amazonas como posible frontera). Los ministros peruanos Hipólito Unanue y José María Pando anularon esas órdenes, señalando que un acuerdo de límites debía ser negociado en Lima.
La indefinición precisa de los linderos entre ambos países (es decir, la posesión de las provincias de Tumbes, Jaén y Maynas) estuvo dentro de las causas del estallido de la guerra grancolombo-peruana. El convenio de Girón, firmado tras la batalla del Portete de Tarqui, incluía una disposición que establecía «arreglar los límites de los dos Estados sirviendo de base la división política de los virreynatos de la Nueva Granada y el Perú en agosto de 1809» (28 de febrero de 1829). El tratado definitivo de paz, el tratado de Guayaquil, retomaba una redacción similar al señalar que ambos países «reconocen por límites de sus respectivos territorios los mismos que tenían antes de su independencia los antiguos virreinatos de Nueva Granada y el Perú» y el establecimiento de una comisión demarcadora para que «vaya reconociendo y trazando dicha línea, comenzando desde el río Tumbes» (22 de septiembre de 1829).

### Los proyectos de límites
Durante la segunda y la tercera conferencia en las negociaciones del tratado de Guayaquil, el representante peruano José de Larrea discutió con el grancolombiano Pedro Gual sobre la cuestión limítrofe. Larrea sugirió sobre los límites que «podrían principiarse estos por el río Tumbes, tomando una diagonal hasta el Chinchipe y continuar con sus aguas hasta el Marañón», con parte de la provincia de Loja dentro de territorio peruano. En respuesta, Gual expresó su creencia en que los comisionados grancolombianos recibirían instrucciones para seguir la línea de frontera por el río Chinchipe «cuyas aguas y las del Marañón continuarían dividiendo ambas Repúblicas hasta los linderos del Brasil». A pesar de estas conversaciones, el tratado final no incluyó una disposición específica sobre los límites. En comunicación con el gobierno peruano, Larrea expresó que la base «general e indeterminada» acordada para la delimitación de fronteras favorecería los intereses de su país sobre los territorios en disputa.
Eugenio Tamariz y Agustín Gómez, representantes grancolombianos de la comisión limítrofe, recibieron instrucciones de Bolívar para delimitar la línea divisoria sobre los ríos Tumbes, Quiroz y Marañón, este último descrito como «límite natural entre ambas Repúblicas», con el fin de incorporar a la Gran Colombia los territorios de las provincias de Jaén y Maynas ubicados en la margen izquierda del Amazonas «aunque se suscite la disputa de estar en poder del Perú». Tomás Cipriano de Mosquera, ministro plenipotenciario grancolombiano en el Perú, recibió instrucciones similares sobre la conveniencia del Marañón como límite entre ambos países, además de que la frontera a trazar debía ser la misma «que el año de 1810 tenía el Virreinato de Nueva Granada». No obstante, Mosquera recibió entre los documentos entregados para su misión diplomática una copia de la Real Cédula de 1802, por lo que solicitó nuevamente instrucciones en caso sea presentada dado que los representantes de su contraparte peruana «podrían con justicia reclamar la ribera izquierda del Marañón».

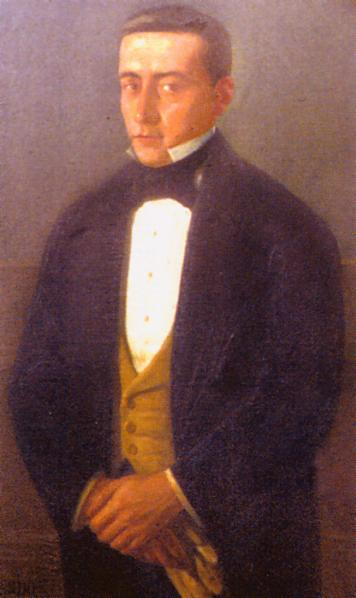
José María Pando, canciller peruano autor de la propuesta fronteriza Zarumilla-Chinchipe.

Mosquera arribó a Lima el 25 de noviembre de 1829, iniciando conversaciones con el presidente peruano Agustín Gamarra y su canciller José de Armas. En una carta dirigida a Bolívar, Mosquera mostró optimismo al convenir verbalmente la línea limítrofe sobre los ríos Tumbes y Marañón, pero señaló la disensión sobre los ríos Chinchipe y Huancabamba (29 de diciembre de 1829). Sin embargo, días después, Armas renunció y fue reemplazado por José María Pando. El 6 de enero de 1830, Mosquera tuvo su primera conferencia con el nuevo canciller, pero no llegaron a ningún acuerdo. Al día siguiente, Mosquera envío un oficio solicitando la resolución de las diferencias sobre la línea limítrofe antes de la salida de los comisionados peruanos. Pando respondió que reiniciaría las discusiones tras la publicación de un mapa comisionado por su gobierno sobre las zonas en disputa, además de posponer la salida de los comisionados peruanos.
El 20 de enero, Mosquera recibió instrucciones del gobierno grancolombiano señalando que debía reclamar para su país el territorio «comprendido dentro de los límites de la provincia de Loja y Jaén, en oposición a las de Piura y Maynas». El 4 de febrero, Mosquera nuevamente tuvo una conferencia con Pando, quien propuso un proyecto de límites en la sección occidental del mismo, atravesando los ríos Zarumilla y Macará hasta la confluencia de los ríos Chinchipe y Marañón:
Empezando en la confluencia de los ríos Marañón y Chinchipe debería seguir la línea divisoria el curso de este último, y después su rama llamada Canche hasta su origen; desde allí una línea que atravesase la cordillera de Ayabaca por las cimas que dividen las vertientes, y que siguiese hasta el origen del río Macará, en la quebrada de Espíndula; luego debería seguir la línea divisoria el curso del mismo Macará hasta su confluencia con el Catamayo, de cuya unión se forma el Chira, y bajar con el curso de éste hasta el riachuelo de Lamor que serviría de límite por algunas leguas; desde alli debería seguir una quebrada llamada de Pilares, continuando por el despoblado de Tumbes hasta el río de Zarumilla, llamado también Santa Rosa, que cerraría los límites por el lado del Pacífico.
Mosquera envió dos oficios al gobierno grancolombiano el 7 de febrero y el 15 de marzo, presentando la propuesta de Pando y expresando su oposición a aceptar «otra cosa que unas selvas en Jaén y Maynas, porque todos los pueblos de aquellas provincias quedarán en la parte que pretende conservar el Perú». En sus oficios, Mosquera solicitó instrucciones claras para responder adecuadamente a la propuesta peruana. Posteriormente, el 8 de mayo, envió una carta a Bolívar reiterando la necesidad urgente de recibir directrices para las negociaciones. A pesar de sus repetidas solicitudes, Mosquera no obtuvo respuesta. Ese mismo mes, las negociaciones se interrumpieron.
El 5 de abril, el gobierno peruano nombró como comisionados a Modesto de la Vega y Eduardo Carrasco, aunque este último fue reemplazado poco después por José Félix Castro. Pando, en sus instrucciones, incluyó el proyecto de límites presentado a Mosquera el 4 de febrero, añadiendo que, de no ser aceptado, se debía notificar al gobierno peruano para continuar las negociaciones. La comisión bilateral demarcadora nunca llegó a reunirse y Pando, sin haber alcanzado un acuerdo de límites con Mosquera, fue reemplazado como canciller el 20 de julio. Su sucesor, Carlos Pedemonte, asumió el cargo el 4 de agosto, pero fue reemplazado temporalmente por Matías León tres días después.

### Los límites en el protocolo
El protocolo Pedemonte-Mosquera presenta información sobre las discusiones que habrían sostenido el canciller peruano Carlos Pedemonte y el plenipotenciario grancolombiano Tomás Cipriano de Mosquera y una línea limítrofe parcial entre ambos países. Las citas del protocolo se toman de la copia obtenida por Mariano Felipe Paz Soldán, al ser esta la copia más antigua de la que se tiene registro (30 de agosto de 1870).

#### La sección introductoria
En la ciudad de Lima a 11 de agosto de 1830, reunidos en el Ministerio de Gobierno y Relaciones Exteriores los señores Ministro de Relaciones Exteriores señor don Cárlos Pedemonte y el Enviado Extraordinario y Ministro Plenipotenciario de la República de Colombia general Tomás C. de Mosquera, para acordar las bases que debieran darse á los comisionados para la demarcación de límites entre las dos Repúblicas.
El documento comienza estableciendo como objetivo el acuerdo sobre las bases «para la demarcación de límites» de la comisión grancolombo-peruana. Esta constituiría la primera reunión de Mosquera con un representante de la Cancillería peruana para abordar este asunto desde febrero, mientras que las negociaciones estaban interrumpidas desde mayo. El 11 de agosto, Matías León ejercía como canciller peruano interino.

#### Las conversaciones

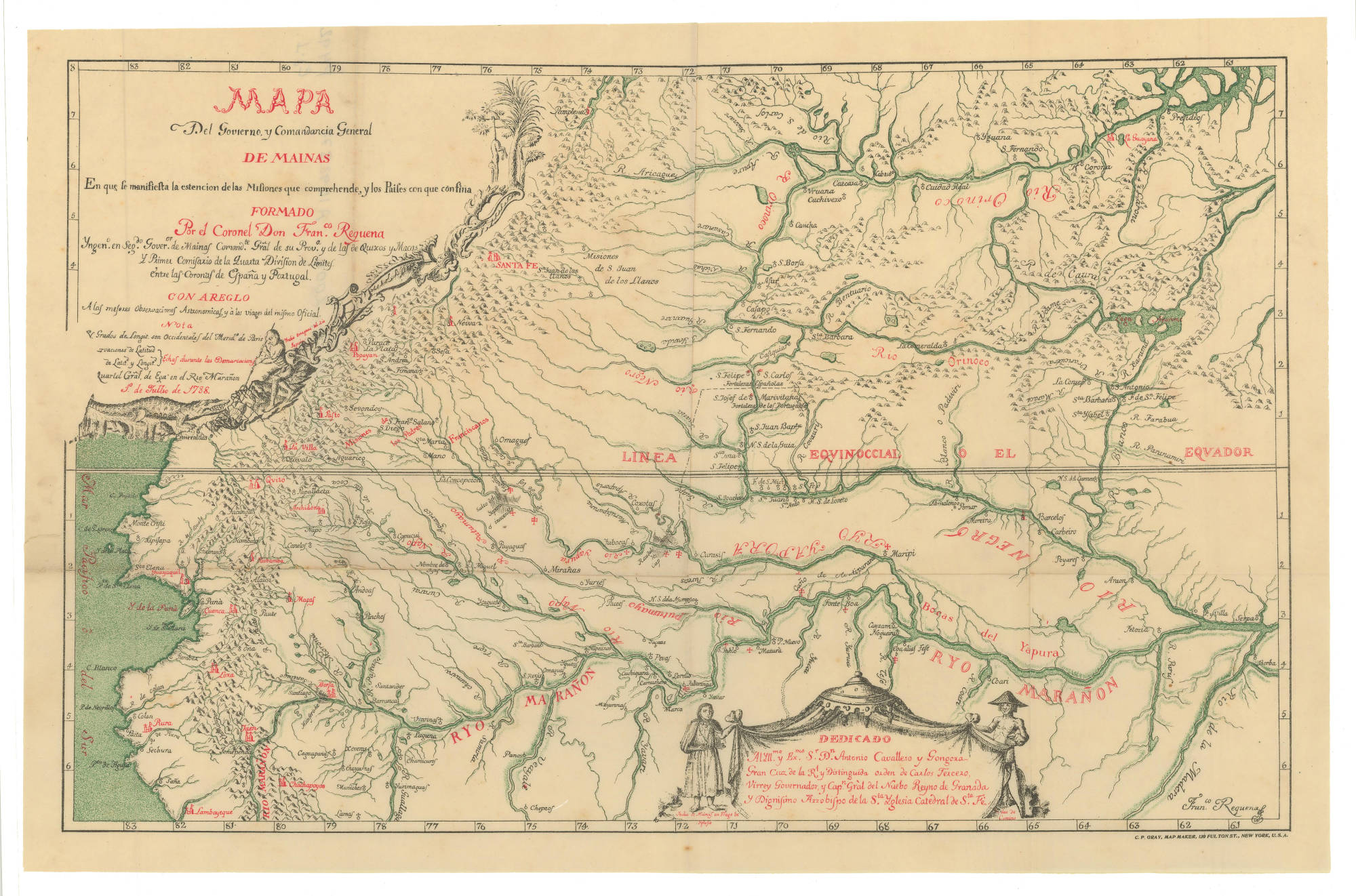
Mapa de la Comandancia General de Maynas, agregada al virreinato del Perú en 1802.

El Ministro de Relaciones Exteriores manifestó que desde que se erigió el Obispado de Maynas en 1802, quedó ese territorio dependiente del virrey del Perú y que por tanto los límites que antes tuviera el Virreynato del Nuevo Reino de Granada se habían modificado y se debían señalar los límites bajo tal principio tanto cuanto Colombia no necesita internarse al territorio perteneciente al Perú desde la conquista y que le fué desmembrado separándole todo el territorio de la jurisdicción de la Audiencia de Quito para formar aquel virreynato.
Pedemonte habría invocado la creación del obispado de Maynas como parte del virreinato del Perú en 1802, efectuada por una Real Cédula emitida el 15 de julio de ese año, aunque la propia cédula no era mencionada explícitamente en esta sección. De ser así, sería la primera vez que el Perú utilizaba este título posesorio durante las negociaciones bilaterales con la Gran Colombia. El documento original estaba perdido, aparentemente destruido en el incendio del Palacio de Gobierno peruano en 1822. Sin embargo, una copia fue enviada al Congreso Constituyente (del que Pedemonte era diputado) en diciembre de 1823. No fue hasta 1842 que el documento se difundió en el país, tras encontrarse los originales entre los archivos de la Arquidiócesis de Lima y del convento de Santa Rosa de Ocopa.
El obispado de Maynas, sufragáneo del arzobispado de Lima y erigido en conjunto con la Comandancia General de Maynas, tuvo como primer obispo a Hipólito Sánchez Rangel. En una carta al intendente de Trujillo, Sánchez Rangel describió la extensión de «este Gobierno y esta Diócesis», que comprendía los territorios ubicados entre el río Yapurá y los ríos Ucayali y Huallaga. El último gobernador español de Maynas, Manuel Fernández Álvarez, fue nombrado por el virrey del Perú Joaquín de la Pezuela en 1819. Tras la independencia, el gobierno de Maynas fue incorporado primero al departamento peruano de Maynas y Quijos en 1822 y, posteriormente, al de Amazonas en 1832. A su vez, la división territorial grancolombiana de 1824 incluyó a Maynas, junto con Jaén, dentro del departamento de Azuay. La diócesis de Maynas, que Pedemonte ordenó fuera parte de su jurisdicción eclesiástica en 1826, cambió de nombre a Chachapoyas en 1831.

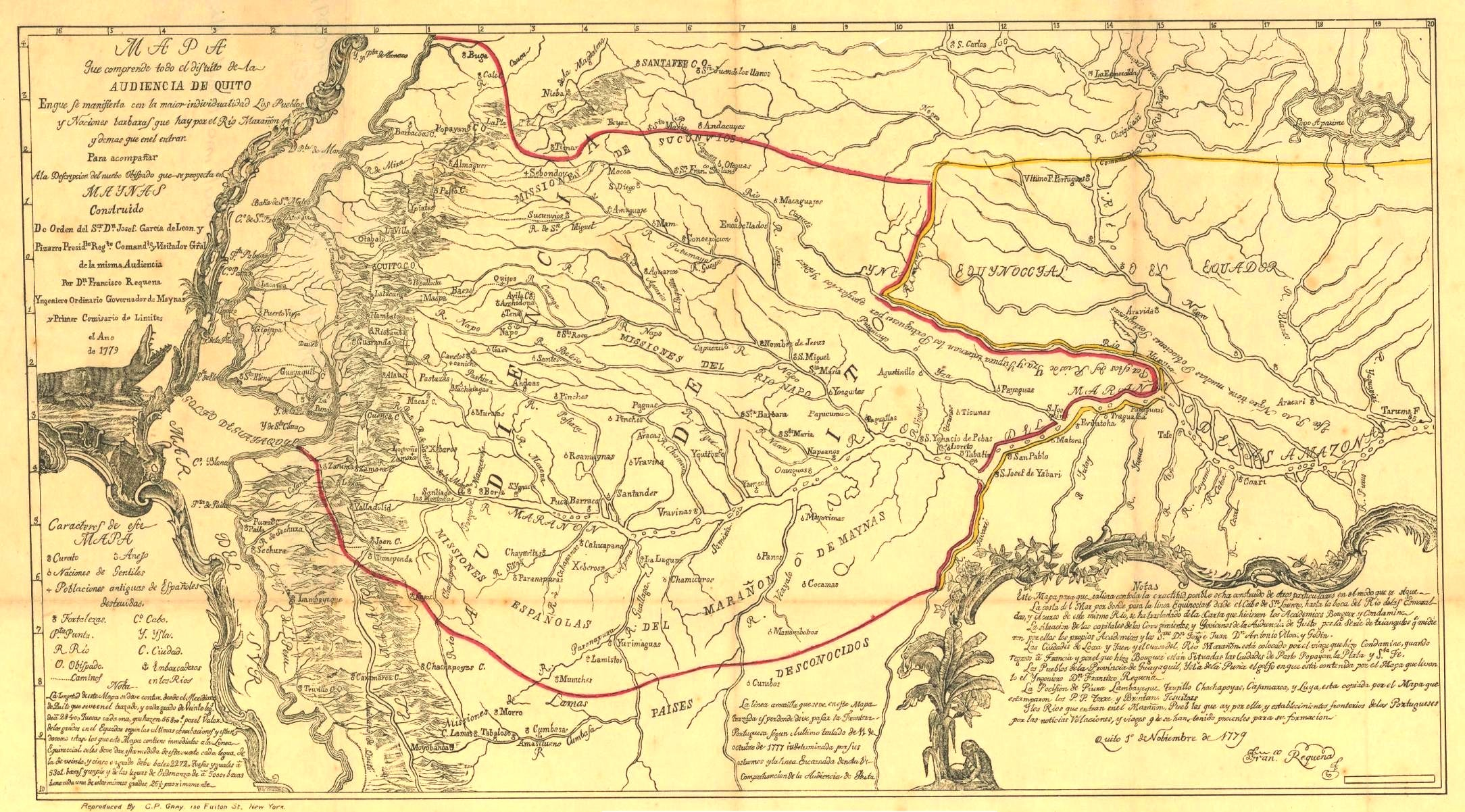
Mapa de la Real Audiencia de Quito, publicado en 1779.

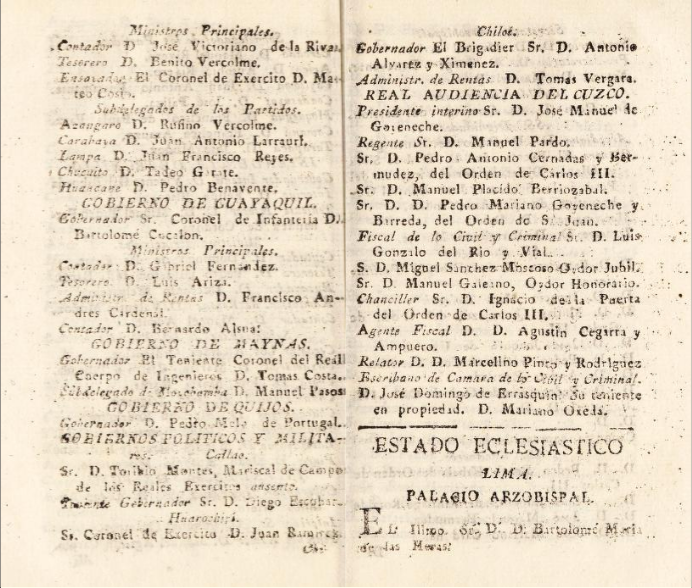
Guía de forasteros peruana de 1810, incluye los gobiernos de Maynas, Quijos y Guayaquil dentro del virreinato del Perú.

El general Mosquera contestó que conforme al artículo 5.° del tratado de paz entre las dos Repúblicas debía reconocerse el que tenían antes de la Independencia los dos territorios de los Virreynatos del Nuevo Reino de Granada y el Perú; que se redactó en tales términos el artículo para tener un punto de partida seguro para fijar los límites; y que siendo aquellos indefinidos si se lée con atención la cédula de don Felipe II que erigió la Audiencia de Quito, se verá que una gran parte de territorio de la derecha del Marañón pertenecía á aquella jurisdicción.

Que cuando se creó el Obispado de Maynas, la cédula no determinó claramente sus límites y se entendieron los Virreyes para ejercer su autoridad en los desiertos del Oriente; que la provincia de Jaen de Bracamoros y Maynas volvió á pertenecer al Nuevo Reino de Granada y en la guía de forasteros de España para mil ochocientos veinte y dos se encuentra agregado al Virreynato del Nuevo Reino aquella provincia y la presentó al señor Ministro de Relaciones Exteriores un ejemplar auténtico,
Mosquera habría formulado su respuesta señalando que la frontera entre ambos países debía ser la anterior a la independencia de «los Virreynatos del Nuevo Reino de Granada y el Perú», según lo establecido en el tratado de Guayaquil. Aunque calificó los límites como «indefinidos», Mosquera destacó que la Real Audiencia de Quito, creada a través de la Real Cédula de 1563, englobaba «una gran parte de territorio» en la margen meridional del Amazonas. Esta cédula también incluía el gobierno de Jaén de Bracamoros y «los pueblos de la Canela» (el territorio de Canelos, posteriormente parte del gobierno de Quijos). Jaén, junto con Maynas, formaron parte del virreinato de Nueva Granada hasta su incorporación al del Perú en 1802. En una carta a Bolívar, Mosquera explicó que la base que tomaría para las negociaciones limítrofes sería «la cédula que agregó la Presidencia de Quito al Virreynato de Nueva Granada». Este virreinato fue creado en 1717, disuelto en 1723 y reinstaurado en 1739.
Por otro lado, Mosquera habría señalado que la Real Cédula de 1802 no proporcionaba una delimitación clara del obispado de Maynas. En lugar de establecer límites específicos, la cédula mencionaba que la nueva jurisdicción incluía los territorios bañados por los ríos de la cuenca amazónica, «como son Morona, Huallaga, Pastaza, Ucayale, Napo, Yavarí, Putumayo, Yapurá y otros menos considerables» hasta el punto que «dejan de ser navegables». Asimismo, mencionaba las misiones de Maynas, Quijos (excepto Papallacta), Canelos, Putumayo y Yapurá, junto con otros pueblos como Lamas, Moyobamba y Santiago de las Montañas. Conjuntamente con el obispado, la cédula creó en los mismos territorios el «Gobierno y Comandancia general de Maynas», dependiente del virreinato del Perú.
Además, Mosquera habría alegado la reintegración de «la provincia de Jaen de Bracamoros y Maynas» al virreinato de Nueva Granada, basándose en la guía de forasteros española de 1822. Esta guía incluía al gobierno militar de Maynas dentro del virreinato de Nueva Granada, aunque no mencionaba a Jaén. Las guías españolas entre 1804 y 1818 incluyeron a Maynas dentro del virreinato del Perú, al igual que las guías peruanas entre 1803 y 1821. Sin embargo, Mosquera poseía entre los documentos entregados para su misión diplomática una guía neogranadina de 1818, que incluía tanto a Jaén como a Maynas dentro de ese virreinato.
 Por otro lado, Mosquera se habría referido a estos territorios como una sola entidad política, aunque tanto en sus instrucciones como en los oficios que envió a la Cancillería peruana durante las negociaciones se diferenciaba a ambas provincias. En ese momento, las provincias de Jaén y de Maynas formaban parte del departamento peruano de La Libertad.

#### La propuesta de límites
[Y] le leyó una carta de S. E. el Libertador, en que le respondía sobre el particular á una consulta que le hizo; y propuso que se fijase por base para los límites el río Marañón desde la boca del Yurati aguas arriba hasta encontrarse con el río Guancabamba y el curso de este río hasta su origen en la cordillera y de allí tomar una línea al Macará para seguir y tomar las cabeceras del río Tumbes;  y que de este modo quedaba concluída la cuestión y la comisión de límites podría llevar á efecto lo estipulado conforme á los artículos 6.°, 7.° y 8.° del tratado.

Que de este modo el Perú quedaba dueño de la navegación del Amazonas conjuntamente con Colombia que poseyendo la ribera derecha del Río Negro desde la piedra del Cocuí y todo su curso interior como los ríos Caquetá o Yapurá, Putumayo y Napo, tenían derecho á obligar al Brasil á reconocer el perfecto derecho de navegar aquel importante río y pretende el Brasil como el Portugal que les pertenece en completa propiedad y dominio.
El protocolo señala que Mosquera habría mostrado a Pedemonte una carta de Bolívar sobre la conveniencia de la línea fronteriza sobre el río Marañón, probablemente la del 1 de noviembre de 1829. La idea bolivariana de usar el río Marañón como límite entre ambos países se remonta al menos a 1826, cuando Bolívar la expresó en una carta al vicepresidente grancolombiano Francisco de Paula Santander comentando en contra de la idea de Gual de intercambiar la provincia de Loja por la de Maynas (30 de mayo de 1826).  En una carta anterior, Bolívar propuso reconocer la soberanía peruana sobre la provincia de Jaén a cambio del reconocimiento grancolombiano sobre la parte septentrional de Maynas.
El proyecto de frontera delineado en el protocolo comenzaba en «la boca del Yurati», interpretado generalmente como un error ortográfico para referirse al río Yavarí, parte de los límites definidos por el tratado hispano-portugués de San Ildefonso de 1777 entre sus dominios coloniales. La frontera proyectada continuaba a lo largo del río Marañón que, aunque no fue en ningún momento el límite entre los virreinatos del Perú y Nueva Granada, se representaba así en múltiples mapas de la época. El gobierno de Maynas, dependiente de Nueva Granada hasta 1802, se extendía sobre ambos márgenes del río Amazonas, al igual que la comandancia general homónima, su entidad sucesora. El límite propuesto seguía después al río Huancabamba, desde su desembocadura en el río Marañón «hasta su origen». Este río formaba parte de la frontera de la provincia neogranadina de Jaén con el virreinato del Perú, aunque la provincia se extendía aún más al sur, hasta el río Chota.
La divisoria planteada continuaba por el río Macará (también llamado Espíndola y Calvas), establecido desde la época virreinal como límite entre los corregimientos de Piura y Loja, desde su nacimiento hasta su confluencia con el río Alamor (donde toma el nombre de Chira). Aunque en todas las negociaciones con los cancilleres peruanos Armas y Pando hubo acuerdo en este punto, en enero de 1830 Mosquera sugirió que la línea más conveniente podría ser continuar por el curso de este río hasta su desembocadura. Por otro lado, los comisionados grancolombianos recibieron instrucciones de plantear el río Quiroz (afluente del río Chira) junto al río Huancabamba como límite entre las provincias de Piura y Loja. Tanto en su última propuesta como en sus instrucciones a los comisionados peruanos, Pando señaló al río Macará como frontera.
La línea propuesta terminaba en el río Tumbes, lo que implicaría que la ciudad homónima pasaría a formar parte de la Gran Colombia. Sin embargo, durante la administración colonial, Tumbes había formado parte del partido de Piura, y este, a su vez, del virreinato del Perú. Aunque la Real Cédula de 1563 establecía que la jurisdicción de la Real Audiencia de Quito se extendía «hasta el Puerto de Payta, exclusivé»,  durante la organización de los corregimientos durante el gobierno del virrey Francisco de Toledo, el pueblo de Tumbes pasó a formar parte del corregimiento de Piura, dependiente de la Real Audiencia de Lima, situación que se mantuvo tras la independencia. Aunque el tratado de Guayaquil indicaba el inicio de la demarcación limítrofe en el río Tumbes, en su última propuesta, Pando planteó al río Zarumilla como frontera.
Mosquera habría continuado ratificando el dominio común de navegación en el río Amazonas, así como la posesión de la Gran Colombia entre la piedra del Cocuy (cerca al actual trifinio entre Colombia, Venezuela y Brasil) y los ríos «Caquetá o Yapurá, Putumayo y Napo». Además, Mosquera lo habría planteado en oposición a los intereses brasileños y portugueses, que señalaban que el derecho de navegación «les pertenece en completa propiedad y dominio» en base al tratado de San Ildefonso, que lo atribuía a Portugal y luego al recientemente independenzado Brasil. El derecho a la navegación por el Amazonas sería posteriormente acordado como derecho exclusivo entre el Perú y Brasil en 1858, tras reconocer la línea Apaporis-Tabatinga como frontera entre ambos países entre los ríos Caquetá y Amazonas.
Después de una detenida discusión convino el Ministro de Relaciones Exteriores en estas bases; pero que las modificaba poniendo por término, no la embocadura del Guancabamba, sino la del río Chinchipe que conciliaba más los intereses del Perú, sin dañar á Colombia. El Enviado de Colombia manifestó que todo lo que podía ceder era lo que había ofrecido, pues probado que la cédula de 1802 fué modificada y dependía Maynas y Jaen al Virreynato en 1807; cuando se estaba organizando el Obispado de las misiones del Caquetá ó Yapurá y Andaquies, era esto lo que decía el artículo 8.° del tratado.
Tras una «detenida discusión», Pedemonte habría mostrado su acuerdo con la mayoría de las bases planteadas por Mosquera, aunque se habría opuesto a que la frontera entre ambos países se estableciera en el río Huancabamba. Desde el inicio de las negociaciones limítrofes, la posición de los negociadores peruanos era clara: conservar la provincia de Jaén, que era el principal punto de discordia en las conversaciones bilaterales. Al igual que sus antecesores, Pedemonte habría propuesto que la frontera se estableciera en el río Chinchipe, argumentando que esta línea conciliaba mejor los intereses del Perú sin causar un perjuicio significativo a la Gran Colombia.
Por su parte, Mosquera habría rechazado la propuesta de Pedemonte, argumentando que había demostrado que Maynas y Jaén dependían del virreinato de Nueva Granada en 1807. El negociador grancolombiano habría señalado que ese año «se estaba organizando el Obispado de las misiones del Caquetá ó Yapurá y Andaquies» como parte de dicho virreinato lo que, según él, confirmaría la jurisdicción de Nueva Granada sobre esos territorios en esa fecha. En esa línea, Mosquera habría sostenido que la Real Cédula de 1802, que transfería estas provincias al virreinato del Perú, había sido modificada posteriormente. El texto señala que Mosquera habría hecho referencia al artículo 8 del tratado de Guayaquil, pero la atribución es considerada errónea, ya que debió haberse referido al artículo 5.

#### La sección final
El señor Ministro de Relaciones Exteriores propuso que se fijasen las bases tal cual las propuso el Ministro Plenipotenciario de Colombia, dejando como punto pendiente su modificación y se consultase al Gobierno de Colombia esta modificación que daría término á una cuestión enojosa que había causado no pocos sinsabores á los respectivos gobiernos.

El Ministro de Colombia convino en todo, dando desde ahora por reconocido el perfecto derecho de Colombia á todo el territorio de la ribera izquierda del Marañón ó Amazonas y reconocía del Perú el dominio en la ribera derecha quedando únicamente pendiente resolver si deben regir los límites por Chinchipe ó Guancabamba, y para los efectos consiguientes firmaron este protocolo el Ministro de Relaciones Exteriores del Perú y el Enviado Extraordinario de Colombia por duplicado en la fecha expresada al principio.
La negociación habría concluido con Pedemonte aceptando la mayoría de las demandas presentadas por el plenipotenciario grancolombiano. No obstante, el canciller peruano habría insistido en que Mosquera consultara con su gobierno respecto a los territorios situados entre los ríos Chinchipe y Huancabamba, dejando esta cuestión pendiente para una discusión futura. Por su parte, Mosquera habría conseguido que el Perú reconociera la soberanía grancolombiana sobre la margen septentrional del río Amazonas, lo que resultaría en la división de la provincia de Maynas entre ambos países. El protocolo correspondiente habría sido firmado en duplicado y entregado a ambos representantes como prueba del acuerdo alcanzado.

## Controversias

### El escenario y marco temporal

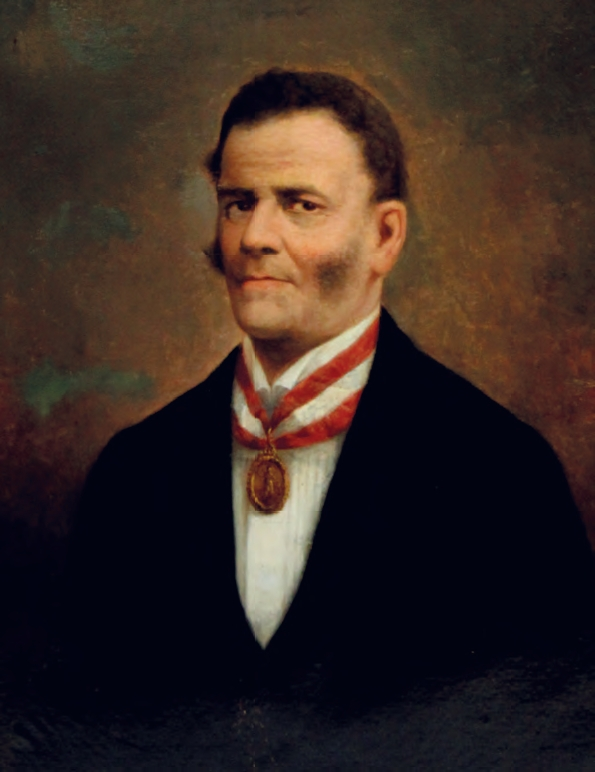
Matías León, canciller peruano interino el día de la supuesta firma de protocolo.

La fecha de firma del protocolo (11 de agosto de 1830) presenta varios problemas en el marco temporal de los acontecimientos: se sitúa en medio del proceso de disolución de la Gran Colombia, varios meses después de que Venezuela (6 de mayo) y Ecuador (13 de mayo) hubieran declarado su independencia. El 18 de julio, tras la solicitud de Mosquera, el vicepresidente grancolombiano Domingo Caycedo ratificaba su cese como representante diplomático y le autorizaba a abandonar el Perú. El 24 y 30 de julio, Mosquera envió dos oficios a la Cancillería peruana comunicándole el final de su misión diplomática y su reemplazo por José del Carmen Triunfo, solicitando facilidades para su viaje de retorno. Esos oficios fueron contestados por Matías León, encargado del ministerio hasta la llegada de Pedemonte, ausente en Lima. Mosquera embarcó en el Callao rumbo a Guayaquil en la goleta Guayaquileña el 9 de agosto, zarpando al día siguiente.
El 4 de agosto, Pedemonte tomó posesión de su cargo en la Cancillería pero se vio obligado a solicitar una licencia por enfermedad, por lo que Matías León asumió nuevamente el despacho del canciller (7–11 de agosto), precisamente en la semana en la que se habría firmado el protocolo. La firma de León aparece en los documentos oficiales de la Cancillería en esas fechas; el comodoro William Waldegrave, jefe de la división naval inglesa en el Pacífico, le dirigió notas con motivo de un juicio de presas que se seguía ante el tribunal respectivo en el Callao. El mismo 11 de agosto, León firmó una circular sobre labores de vacunación «por enfermedad del señor Ministro» y envió un oficio a José Félix Castro, integrante peruano de la comisión demarcadora grancolombo-peruana.
Se ha planteado la posibilidad de que la firma del protocolo se haya realizado en una fecha diferente al 11 de agosto, bien anterior o posterior. De haber sido así, tendría que haber sido firmado entre los días 4 y 7 o después del día 12, siendo estas las fechas en las que Pedemonte estuvo a cargo de la Cancillería peruana. No hay registros de conversaciones sobre las cuestiones limítrofes entre Mosquera y el gobierno peruano entre el 1 de junio y el 9 de agosto. En su última carta a Bolívar del 1 de junio, Mosquera advirtió sobre la llegada de noticias sobre la separación de la Gran Colombia y la presunta intención peruana de dilatar las negociaciones y ocupar el sur del país.

### Las referencias documentales

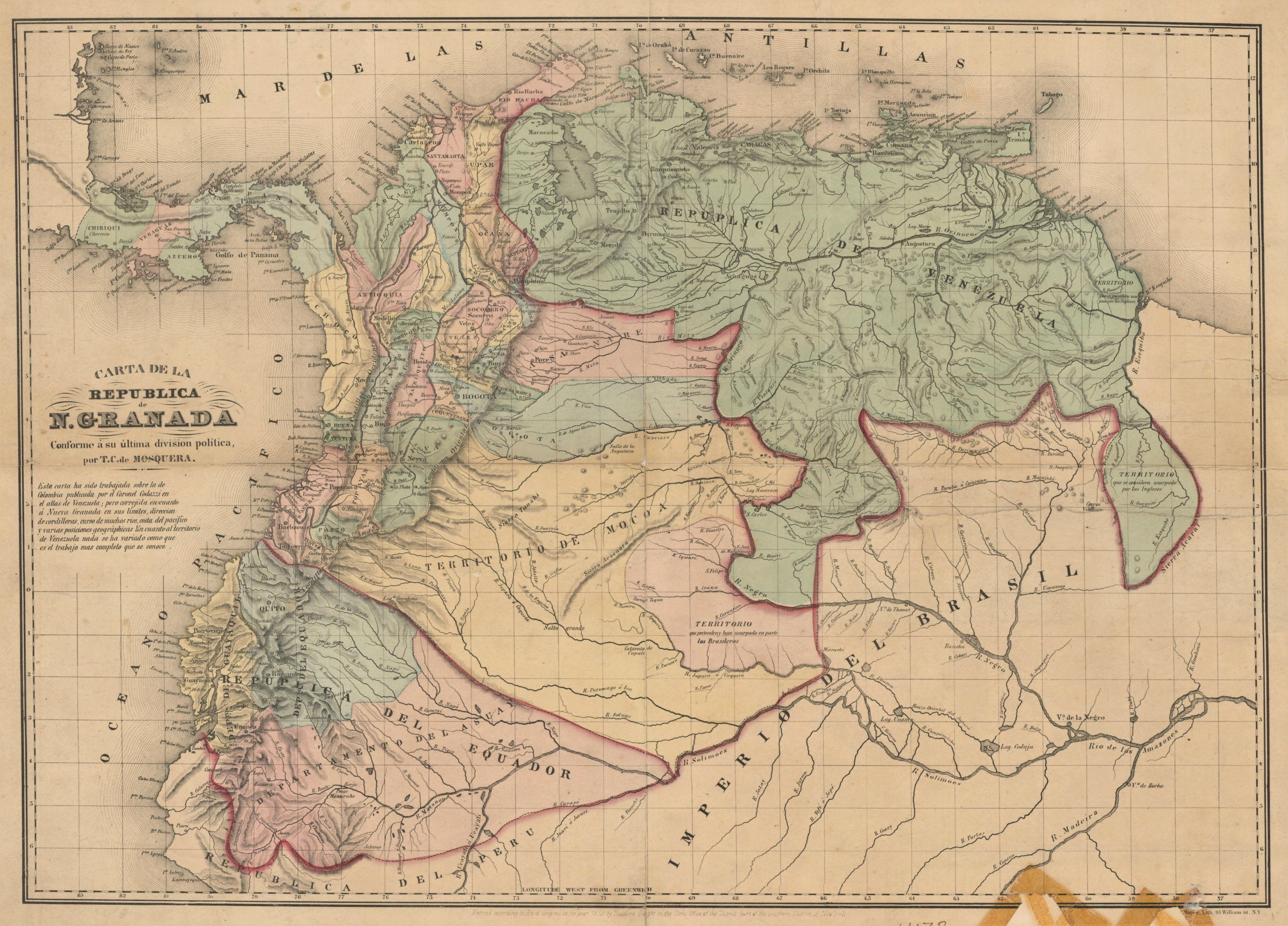
Mapa publicado por Mosquera en 1852; el trazo de la frontera sur de Ecuador contradecía el contenido del protocolo.

Hasta 1870, fecha de su descubrimiento, no hay registros de alguna referencia al protocolo Pedemonte-Mosquera. En su memoria para el Congreso peruano de 1831 (el mismo año que falleció), Pedemonte no informó sobre la firma de algún documento en relación con los límites peruano-grancolombianos; aludiendo al proceso de disolución de la Gran Colombia, se limitó a ratificar en tanto el respeto peruano al tratado de 1829. En su memoria al Congreso granadino de 1831, el canciller Alejandro Vélez describió las negociaciones de Mosquera con respecto al nombramiento de los comisionados y sus conversaciones con el gobierno peruano, señalando la ausencia de información sobre la fijación de los límites.
En 1832, en las conversaciones previas a la firma del tratado Pando-Noboa entre el Perú y el recién independiente Ecuador, no se invocó al protocolo al tratar la cuestión de límites: en el propio texto del acuerdo solo se hizo una mención a los «límites actuales». En las negociaciones limítrofes de 1841-1842 entre el canciller ecuatoriano José Félix Valdivieso y el representante peruano Matías León tampoco se tomó en cuenta al protocolo, sino solo al tratado de Guayaquil. En 1843, Mosquera publicó un folleto con su relato de las negociaciones limítrofes donde no mencionó a Pedemonte, sino solo a las conferencias con Pando y la controversia sobre los ríos Chinchipe y Huancabamba, tras lo cual abandonó Lima sin haber concluido un acuerdo de límites.
En 1844, Mosquera volvió a Lima como ministro plenipotenciario y propuso un tratado entre el Perú y Nueva Granada para validar las provisiones del tratado de Guayaquil hasta «terminar los arreglos pendientes sobre límites». En 1853, con motivo de la firma del tratado Herrera-da Ponte Ribeiro (1851) entre el Perú y Brasil (que creó la línea Apaporis-Tabatinga como parte de la frontera entre ambos países), Mosquera envío una carta a la Cancillería granadina donde describió sus conversaciones con Pando, de forma similar a 1843. Manuel Ancízar, representante granadino ante el Perú, protestó contra el tratado peruano-brasileño, invocando el tratado de San Ildefonso. Ese mismo año, Mosquera publicó un mapa de Nueva Granada en el cual atribuía a Ecuador territorios situados al sur del río Amazonas, contradiciendo el trazo fronterizo del protocolo de 1830.
En 1857, Mosquera envió una carta a Benigno Malo, representante ecuatoriano en Lima, describiendo sus conferencias con los cancilleres peruanos «Larrea, Lozada, Pando y Pedemonte» sobre los límites grancolombo-peruanos, sin mencionar el protocolo. En 1861, el ministro plenipotenciario granadino Florentino González expresó su preocupación ante los acuerdos de navegación fluvial peruanos en los ríos amazónicos basándose en el tratado de 1829. En 1866, el canciller colombiano Manuel de Jesús Quijano protestó contra los trabajos de la comisión demarcadora peruano-brasileña, señalando que la frontera entre su país y el Perú estaba indefinida. Al año siguiente, en su defensa autobiográfica durante su juicio tras ser depuesto de la presidencia, Mosquera omitió cualquier mención al protocolo. Desterrado, se afincó en Lima  donde tuvo una polémica en 1869 sobre las negociaciones limítrofes grancolombo-peruanas de 1829-1830, defendiendo el uti possidetis de 1810; por esas fechas trabaría amistad con el historiador peruano Mariano Felipe Paz Soldán, a quien le envió una copia del protocolo.

### Las versiones del texto

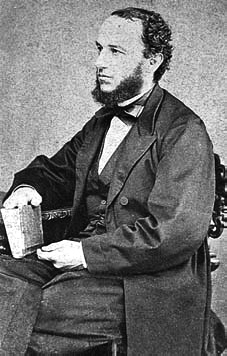
Mariano Felipe Paz Soldán obtuvo la versión más antigua conocida del protocolo Pedemonte-Mosquera (30 de agosto de 1870).

Existen al menos 4 versiones del texto del protocolo de 1830, cuyo origen es el documento aparecido en Lima en 1870. Son: (1) la versión Paz Soldán de 1870, procedente de la colección personal de Mariano Felipe Paz Soldán; (2) la versión Valenzuela, también de 1870, remitida por el representante colombiano Teodoro Valenzuela a Bogotá tras descubrirla en Lima; (3) la versión Falquez-Ampuero de 1910, publicada por la Cancillería ecuatoriana con motivo de la controversia limítrofe y derivada de la versión Valenzuela; y (4) la versión Urrutia, también de 1910, publicada por el canciller colombiano Francisco Urrutia. El documento original no ha sido encontrado en los archivos de la Cancillería peruana ni en los de la Cancillería colombiana.
- La versión Paz Soldán procede de un copia enviada por Mosquera durante su destierro en Lima al historiador peruano Mariano Felipe Paz Soldán (quien escribía por entonces su Historia del Perú independiente) tras una entrevista con respecto a la cuestión de límites grancolombo-peruana en la cual obtuvo la noticia de un supuesto acuerdo suscrito en 1830.[32] No obstante, a causa de la inexistencia de algún documento de esa naturaleza en los archivos del Ministerio de Relaciones Exteriores peruano, solicitó y consiguió de Mosquera un duplicado del protocolo (30 de agosto de 1870).[25] Fue remitida posteriormente a la Cancillería peruana por su hijo Carlos Paz Soldán (28 de febrero de 1889).[25]

- La versión Valenzuela fue hallada en la legación colombiana en Lima por su representante Teodoro Valenzuela,[127] recibiendo el original del propio Mosquera (8 de noviembre de 1870) y enviando una copia certificada a Bogotá al día siguiente.[23] Posteriormente, la Cancillería colombiana certificó una nueva copia y la envió a Lima (1 de julio de 1893).[23] Esta versión fue exhibida por el canciller ecuatoriano Miguel Valverde en 1905.[127]

- La versión Falquez-Ampuero recibe su nombre por el subsecretario del Ministerio de Relaciones Exteriores ecuatoriano Falquez-Ampuero, cuya versión fue anexada al folleto oficial Cuestiones de límites con el Perú (31 de enero de 1910).[128]

- La versión Urrutia fue publicada por el canciller colombiano Francisco Urrutia en su folleto El Protocolo Pedemonte-Mosquera (1910), atribuyéndola a un documento descrito por Antonio José Uribe en el tomo II de sus Anales diplomáticos y consulares de Colombia (1901); sin embargo, Urrutia tomó su versión del libro Cuestiones Territoriales (1905) de Enrique Olaya Herrera.[129]

Las versiones existentes, pese a que proceden todas de una misma fuente (el propio Mosquera), exhiben múltiples diferencias: redacción heterogénea («Mayanas» vs «Maynas»), cambios de género («agregado» vs «agregada») y modo verbal («había» vs «habría»), inversión del orden («Caquetá o Yapurá» vs «Yapurá o Caquetá»), omisión y/o adición de palabras («Maynas» vs «Obispado de Maynas»), etc.
| Versión Paz Soldán (1870)                                               | Versión Valenzuela (1870)                                                         | Versión Falquez-Ampuero (1910)                                                         | Versión Urrutia (1910)                                                    |
| ----------------------------------------------------------------------- | --------------------------------------------------------------------------------- | -------------------------------------------------------------------------------------- | ------------------------------------------------------------------------- |
| «que por lo tanto los límites que antes tuviera el Virreynato»          | «que por lo tanto los los los (así está) límites que antes tuviera el Virreynato» | «que por lo tanto los los los (así está) límites que antes tuviera el Virreynato»      | «que por lo tanto los (así está) límites que antes tuviera el Virreynato» |
| «Jaén de Bracamoros y Maynas [...] se encuentra agregado al Virreynato» | «Jaén de Bracamoros y Maynas [...] se encuentra agregada al Virreynato»           | «Jaén de Bracamoros y el Obispado de Maynas [...] se encuentra agregado al Virreynato» | «Jaén de Bracamoros y Maynas [...] se encuentra agregada al Virreynato»   |
| «Colombia, que poseyendo [...] los ríos Caquetá ó Yapurá»               | «Colombia, que poseyendo [...] los rios Caqueta o Yapura»                         | «Colombia, que poseyendo [...] los rios Yapura o Caqueta»                              | «Colombia, que poseyendo [...] los rios Yapura o Caqueta»                 |
| «convino el Ministro de Relaciones Exteriores en estas bases»           | «convino el Ministro de Relaciones en estas bases»                                | «convino el Ministro de Relaciones Exteriores en estas bases»                          | «convino el Ministro de Relaciones Exteriores en estas bases»             |
| «la cédula de 1802, fué modificada y dependía Maynas y Jaén»            | «la cédula de 1802, fué modificada y dependía Mayanas y Jaén»                     | «la cédula de 1802, fué modificada y dependía Maynas y Jaén»                           | «la cédula de 1802, fué modificada y dependía Mayanas y Jaén»             |
| «una cuestión enojosa que había causado»                                | «una cuestión enojosa que había causado»                                          | «una cuestión enojosa que habría causado»                                              | «una cuestión enojosa que habría causado»                                 |
| «quedando únicamente resolver»                                          | «quedando únicamente resolver»                                                    | «quedando únicamente pendiente»                                                        | «quedando únicamente pendiente»                                           |
| «si debían regir los límites por Chinchipe ó Guancabamba»               | «si debían regir los límites por Chinchipe y Guancabamba»                         | «si debían regir los límites por Chinchipe y Guancabamba»                              | «si debían regir los límites por Chinchipe y Guancabamba»                 |
| (Firmado) Carlos Pedemonte (Firmado) T. C. de Mosquera                  | (Firmado) Carlos Pedemonte (Firmado) T. C. de Mosquera                            | (Firmado) Carlos Pedemonte (Firmado) T. C. de Mosquera                                 | (Firmado) Carlos Pedemonte (Firmado) T. C. de Mosquera                    |
| Fuente:                                                                 |                                                                                   |                                                                                        |                                                                           |

### La crítica interna
Los textos existentes del protocolo exhiben múltiples errores ortográficos, gramaticales y geográficos; adolecen de repeticiones seguidas y triplicadas de la misma palabra, faltas de gramática y de concordancia. La «provincia de Jaén de Bracamoros y Mayanas» es tratada como una sola entidad política, cuando en realidad eran dos provincias diferentes; la propia Comandancia General de Maynas es referida erróneamente como «Mayanas». La definición de la divisoria entre el Perú y la Gran Colombia entre los ríos «Chinchipe y Huancabamba» es tratada como si formaran un lindero continuo en lugar de ser excluyentes entre sí.
En el trazo de la frontera en el río Marañón, el protocolo señala como comienzo a «la boca del [río] Yurati», afluente inexistente en la cuenca del Amazonas. El nombre real del curso de agua es «Yavarí» (en portugués, Javari o Javary), conocido así desde su descubrimiento, parte de la antigua frontera entre los dominios españoles y portugueses definida por el tratado de San Ildefonso y de la actual frontera entre el Perú y Brasil.
Además, el protocolo refiere que Pedemonte cesó de su defensa de los derechos peruanos sobre Maynas tras la presentación de una guía de forasteros española de 1822, que la incluía dentro del virreinato de Nueva Granada. Esto supone la ignorancia del canciller peruano de las guías de forasteros peruanas, según las cuales Maynas estaba incluida como parte de este virreinato. En 1821, Pedemonte fue testigo de la expedición enviada desde Trujillo para la independencia de Maynas. En 1826, como gobernador de la diócesis de Trujillo, ordenó la incorporación de Maynas a su circunscripción eclesiástica.
Por otro lado, el documento dedica una gran parte de su contenido en presentar a Mosquera como la figura con una habilidad dialéctica y erudición histórica. La intervención de Pedemonte es limitada únicamente a su mención de la Real Cédula de 1802 y su aceptación de los argumentos presentados por el representante grancolombiano. Esa estructura es ajena a la técnica de un protocolo de fijación de límites.

### La naturaleza del protocolo
El protocolo pretendía establecer las bases para la demarcación de la línea fronteriza que debía realizar la comisión grancolombo-peruana, creada en virtud al artículo 6 del tratado de Guayaquil, por lo que se constituiría como un protocolo de ejecución de este pacto. En caso de discrepancia entre los comisionados, el tratado facultaba a los gobiernos a iniciar negociaciones directas con el fin de llegar a un acuerdo. Aunque la comisión bilateral nunca llegó a reunirse, las gestiones de Mosquera ante el gobierno peruano desde diciembre de 1829 incluyeron conversaciones sobre la cuestión limítrofe.
Asimismo, el tratado de Guayaquil estableció que la frontera entre ambos países debía ser la misma que separaba «los antiguos virreinatos de Nueva Granada y el Perú», si bien autorizaba la cesión mutua de «pequeños territorios» para establecer una línea «más natural, exacta y capaz». Sin embargo, el trazo limítrofe delimitado por el protocolo no corresponde a ninguna demarcación política virreinal e implicaría la transferencia de amplios territorios de las provincias de Jaén y Maynas, en los márgenes del río Amazonas.
El dictamen del Consejo de Estado español del arbitraje del diferendo limítrofe entre el Perú y Ecuador valoró que el protocolo «no puede ni debe estimarse como acto o comienzo de acto de ejecución» del tratado de Guayaquil, al constituir un «pacto nuevo» al modificar varios de los puntos acordados en ese tratado y, por tanto, el requerimiento «para alcanzar vigencia y fuerza obligatoria» de aprobación legislativa.

### La vigencia del protocolo

Mapa de la frontera actual entre Ecuador y el Perú, definida por el Protocolo de Río de Janeiro de 1942.

La vigencia del protocolo es controvertida, dado que para la fecha de su supuesta firma (11 de agosto de 1830) la Gran Colombia había dejado de existir como entidad legal; Venezuela y Ecuador (este último fundado sobre el distrito del sur de la Gran Colombia y fronterizo con el Perú) ya habían declarado su independencia. Mosquera ya no era representante de un país que ya no existía, careciendo así de autoridad para firmar convenio alguno en su nombre; el mismo había sido cesado de su cargo por su propia solicitud el 18 de julio. Paralelamente a la ausencia de los documentos originales en las cancillerías de Bogotá y Lima, el protocolo carecería de validez dado que no fue sometido a aprobación ni en el Congreso peruano ni en el grancolombiano.
No obstante, la validez de las credenciales de Mosquera fue reconocida por el gobierno peruano hasta al menos el 31 de julio, día de su solicitud de facilidades para su salida del país que fueron otorgadas por el canciller León. El 9 de agosto, en su última comunicación antes de embarcarse, envió a la Cancillería peruana un despacho sobre la deuda del Perú a la Gran Colombia. En respuesta, el 12 de agosto Pedemonte se comunicó con el encargado de negocios granadino José del Carmen Triunfo, nombrado como sucesor por Mosquera el 24 de julio. En un escrito posterior, Mosquera señaló que dio órdenes a Triunfo de «no entenderse con los gobiernos de hecho que se habían formado en Venezuela y el Ecuador».
En 1832, durante las conversaciones para el reconocimiento peruano de la independencia de Ecuador, el representante ecuatoriano Diego Noboa argumentó que los pactos con la Gran Colombia «habían caducado» y «no obligaban [a]l Ecuador y al Perú». En el tratado firmado consecuentemente se reconocían los «actuales» límites; las interpretaciones de esta expresión son contrapuestas: en la lectura peruana, se confirmaba la caducidad del tratado de Guayaquil; en la lectura ecuatoriana, este instrumento era ratificado. En todo caso, el Perú continuó ejerciendo posesión sobre los territorios de Tumbes, Jaén y Maynas. El representante granadino José del Carmen Triunfo protestó contra este convenio, aduciendo que contrariaba el tratado de 1829. El tratado de 1832 fue el único tratado vigente con mención de los límites entre ambos países hasta el Protocolo de Río de Janeiro en 1942.